# Anacleora extremaria
Anacleora extremaria är en fjärilsart som beskrevs av Walker 1860. Anacleora extremaria ingår i släktet Anacleora och familjen mätare. Inga underarter finns listade i Catalogue of Life.